# 太子町立石海小学校
太子町立石海小学校（たいしちょうりつせっかいしょうがっこう）は、兵庫県揖保郡太子町福地にある公立小学校。

## 校区
校区には以下の地区が含まれる。
- 福地
- 老原
- 常全
- 宮本
- 船代
- 岩見構
- 吉福
- 沖代
- 米田
- 塚森
- 竹広
- 糸井
- 蓮常寺
- 立岡

校区の全域が太子西中学校の校区の一部である。

### 校区内の施設
- 太子町立太子西中学校
- 福地簡易郵便局
- 沖代簡易郵便局
- 太子岩見構簡易郵便局
- 網干総合車両所

## 交通アクセス
- JR網干駅

## 校区が隣接している学校
- 太子町立斑鳩小学校
- 太子町立太田小学校
- 姫路市立勝原小学校
- 姫路市立旭陽小学校
- 姫路市立余部小学校
- たつの市立揖保小学校
- たつの市立誉田小学校